# Joshua Michael Tillman
Joshua Michael Tillman (nacido el 3 de mayo de 1981) es un músico estadounidense de folk, que trabaja como cantante, batería, guitarrista y compositor. Actualmente se le conoce bajo el nombre de Father John Misty. Tillman, que desde el 2004 graba canciones en solitario con regularidad, fue miembro de los grupos de rock independiente Saxon Shore y Fleet Foxes. También participó en muchas giras con artistas de la costa del Noroeste del Pacífico como Damien Jurado, Jesse Sykes y David Bazan.

## Infancia
Joshua Tillman se crio en el seno de una familia cristiana. Antes de descubrir su vocación como cantautor, quería ser pastor de una iglesia. El artista hizo la siguiente afirmación acerca de su educación:

En realidad, yo era un chico sin ambiciones, no hacía nada: nunca me esforcé en mis estudios y a mis padres tan solo les interesaba mi estado espiritual. Cuando era más joven, mis únicas realidades eran el cielo, el infierno y los ángeles y todas esas estupideces que no sirven de nada para convertirse en un ser humano realizado.

A los 12 años, tras aprender a tocar la batería, Tillman decidió empezar con la guitarra.

## Álbumes en solitario y su etapa con Fleet Foxes
Después de estudiar durante un tiempo en el Nyack College de Nueva York, una universidad evangélica, Tillman se trasladó a Seattle. Allí encontró empleo en una panadería, un trabajo que le permitía grabar por las noches antes de empezar su turno a las 4.30 de la madrugada. Finalmente, consiguió que una de sus maquetas llegara a manos del cantautor de Seattle Damien Jurado. Un año más tarde Tillman empezó a hacerle de telonero. En las actuaciones, Tillman distribuía copias del disco con las canciones que más adelante constituirían su primer álbum I Will Return. Durante la gira también entabló amistad con Eric Fisher, quien produjo otro de sus discos: Long May You Run. Más adelante la discográfica Keep Recordings lanzó al mercado ambos álbumes. Posteriormente Tillman y Jurado firmaron un contrato para hacer una gira por los Estados Unidos con Richard Buckner.
En 2006 el sello discográfico independiente Fargo Records lanzó el primer álbum en solitario de Tillman llamado Minor Works, distribuido profesionalmente, y reeditó I Will Return y Long May You Run como un disco doble ese mismo año. En 2007 la discográfica Yer Bird Records puso a la venta el cuarto álbum de Tillman, Cancer and Delirium, con arreglos musicales más elaborados.
En 2008 Tillman se unió a la banda de folk rock de Seattle Fleet Foxes como batería. Sobre su etapa con el grupo, el artista declaró:

La gente ha exagerado mucho mi implicación con Fleet Foxes, ya habían grabado dos discos cuando yo me uní a la banda y estaba cantado que iban a llegar muy lejos. Tan solo aprendí las partes de batería que había en sus canciones y traté de tocarlas lo mejor que pude.

Tras firmar con la discográfica independiente Western Vinyl, Tillman lanzó dos álbumes en 2009: Vacilando Territory Blues y Year In The Kingdom. Al año siguiente, compuso otro disco más, Singing Ax. El 20 de enero de 2012 Tillman tocó por última vez con la banda Fleet Foxes en Tokio, tras haberles ayudado a promocionar su álbum Helplessness Blues en una larga gira con ellos. En esta gira recorrieron América del Norte, Oceanía, Asia y Europa, con cuatro conciertos en España.

## Father John Misty

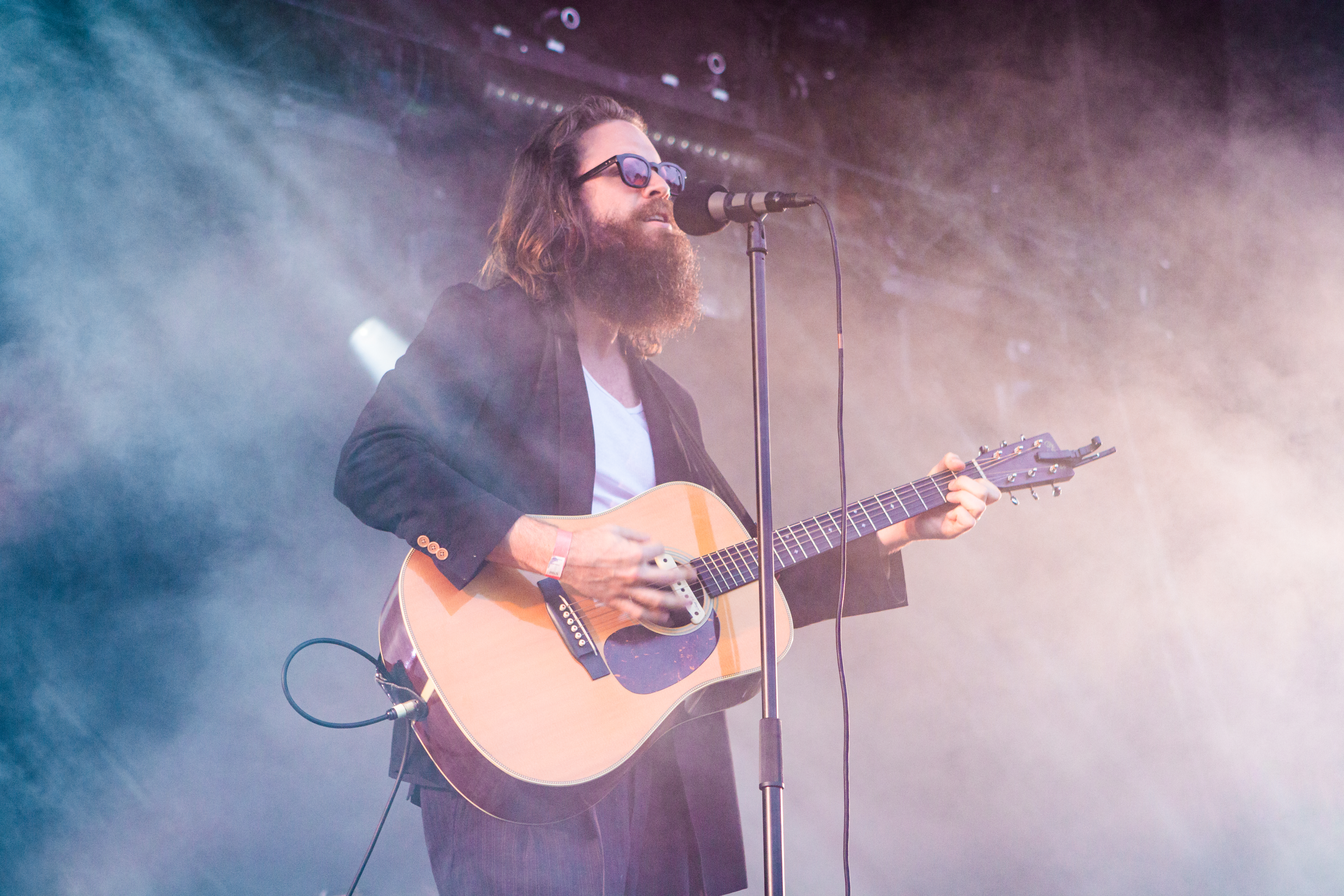
Father John Misty en el Haldern Pop Festival 2019

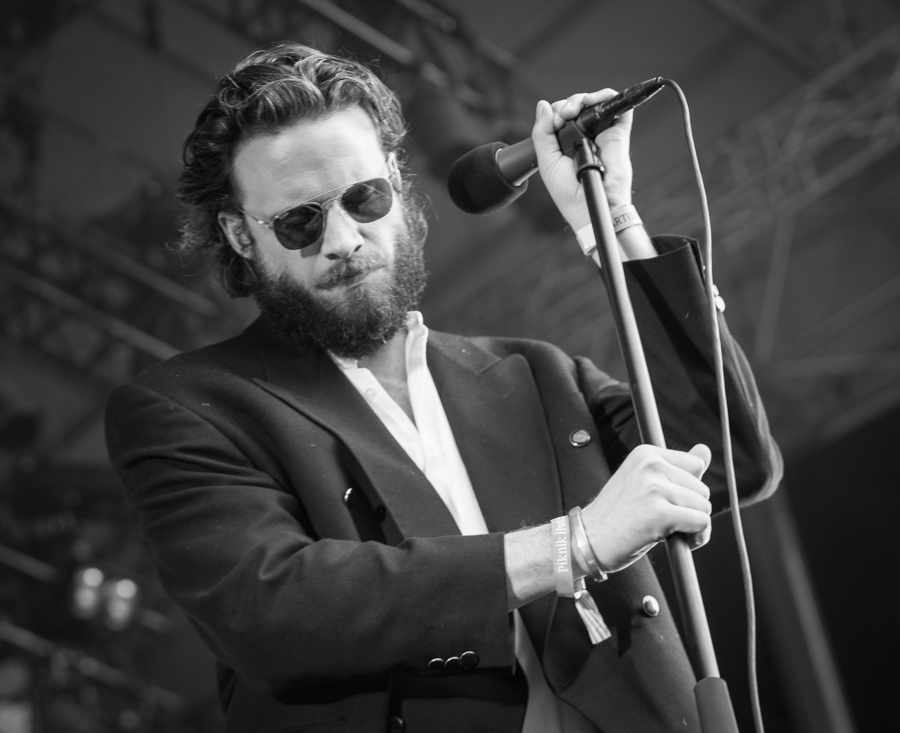
2017

El 1 de mayo de 2012, Joshua Tillman lanzó el álbum Fear Fun bajo el pseudónimo Father John Misty. Cuando le preguntaron por qué se hacía llamar Father John Misty, él parafraseó al escritor Philip Roth: «“Es todo mi ser y a la vez nada de mí, si no puedes verlo, no lo entenderás”. Cómo me haga llamar no importa, pero me gusta ese nombre. Es necesario tener un nombre y yo nunca pude escoger el mío». Un par de meses antes del lanzamiento del álbum, se publicó un video para la canción “Hollywood Forever Cemetery Sings”, que fue protagonizado por Aubrey Plaza. Este álbum supuso un cambio radical respecto a los anteriores. Tillman contó cómo había creado este álbum:

Me subí a la furgoneta con suficientes setas como para parar un tren y conduje por la costa sin rumbo ni destino. Pasadas unas semanas, estaba escribiendo una novela y fue entonces cuando finalmente encontré mi voz narrativa… Tuvo que pasar un tiempo hasta que esa voz se empezó a manifestar musicalmente, pero en cuanto me instalé en el nido de ratas de Laurel Canyon (Los Ángeles), donde vivo ahora, me pasé meses creando todas esas canciones raras de cojones sobre experiencias también raras de cojones que estaba viviendo y tuve uno de esos momentos de iluminación musical en el que te encuentras a ti mismo, exactamente lo que sentí cuando estaba escribiendo el libro.

Como Father John Misty, Tillman ha llevado su música a España en diversas ocasiones. El mes de junio de 2012 fue el Primavera Sound, donde actuó en solitario en el Auditori Rockdelux para presentar en acústico su álbum Fear Fun. Más tarde, concretamente el 10 y 11 de diciembre de 2012, tocó en Barcelona (City Hall) y en Madrid (sala El Sol) respectivamente para presentar su disco en espacios más reducidos. Más recientemente nos visitó el 4 de julio de 2015 en el Festival Internacional de Música VIDA 2015 de Vilanova i la Geltrú (Barcelona).

## Discografía

### Álbumes de estudio
- I Will Return (autoeditado, 2004)
- Long May You Run, J. Tillman (Keep Recordings, 2006)
- Minor Works (Fargo, 2006)
- Cancer And Delirium (Yer Bird, 2007)
- Vacilando Territory Blues (Western Vinyl, 2009)
- Year In The Kingdom (Western Vinyl, 2009)
- Singing Ax (Western Vinyl, 2010)
- Fear Fun (Sub Pop, 2012) (lanzado bajo el pseudónimo ‘Father John Misty’)
- I Love You, Honeybear (Sub Pop, 2015) (lanzado bajo el pseudónimo ‘Father John Misty’)
- Pure Comedy (Sub Pop, 2017) (lanzado bajo el pseudónimo ‘Father John Misty’)
- God's Favorite Customer (Sub Pop, 2018) (lanzado bajo el pseudónimo ‘Father John Misty’)
- Chloe and the next 20th century (Sub Pop y Bella Union, 2022)
- Mahashmashana (Sub Pop y Bella Union, 2024) (lanzado bajo el pseudónimo ‘Father John Misty’)

### EP
- Documented (autoeditado, 2006)
- Isle Land (DVD/EP) (Bella Union, 2008)
- Laminar Excursion Monthly #8 (Procession at Night) (Crossroads of America Records/Flannelgraph Records, 2010)
- The Demos (Sub Pop, 2012) (lanzado bajo el pseudónimo de ‘Father John Misty’)
- Anthem +3 (2020) (lanzado bajo el pseudónimo de ‘Father John Misty’)

### Sencillos
- Wild Honey Never Stolen / Borne Away On a Black Barge 7" (Western Vinyl, 2009)
- Young Lady (feat. Father John Misty) - Kid Cudi (Indicud, 2013)